# Prestea
Prestea – górniczo-rolnicze miasto w południowo-zachodniej Ghanie, w centrum Regionu Zachodniego, w dystrykcie Prestea-Huni Valley, nad rzeką Ankobra. Według spisu w 2010 roku liczy 26,9 tys. mieszkańców.

## Gospodarka
Prestea jest centrum handlowym okolicznego regionu rolniczego, który produkuje ryż, maniok, kukurydzę, taro i drewno. Branże przemysłowe produkują napoje, mydło, zapałki, sól, tekstylia, oleje roślinne, produkty kakaowe, szkło oraz wyroby z drewna. Prestea to jedno z górniczych miast Ghany, gdzie na dużą skalę wydobywa się i rafinuje złoto. Inne wydobywane minerały to: mangan, ruda żelaza i boksyt.